# Robin Gibb
Robin Gibb   (Douglas, 22 de desembre de 1949 - Londres, 20 de maig de 2012) Robin Hugh Gibb CBE, fou cantant, compositor i un dels components dels Bee Gees, amb el germà gran Barry i el germà bessó Maurice. Robin Gibb també va tenir la seva pròpia carrera en solitari d'èxit. El seu germà petit Andy també era cantant.

## Biografia
Gibb va néixer a la Casa de Maternitat Jane Crookall, Douglas a l'Illa de Man, de pares anglesos, Hugh i Barbara Gibb; la família es va traslladar més tard a Manchester durant tres anys (on va néixer Andy) abans d'establir-se a Redcliffe, just al nord de Brisbane, Austràlia. Gibb va començar la seva carrera com a part del trio familiar (Barry-Maurice-Robin). Quan el grup va trobar el seu primer èxit, van tornar a Anglaterra, on van aconseguir fama mundial. El 2002, els Bee Gees van ser designats com a CBE per la seva "contribució a la música". Tanmateix, la investidura al Palau de Buckingham es va retardar fins al 2004.
Amb vendes rècords estimades en més de 200 milions, els Bee Gees es van convertir en un dels grups pop més exitosos de tots els temps. L'historiador de la música Paul Gambaccini va descriure Gibb com "una de les figures principals de la història de la música britànica" i "una de les millors veus blanques de soul mai" a causa del seu distintiu vibrato- veu carregada d'ànima. De Del 2008 al 2011, Gibb va ser president de la Heritage Foundation, amb seu al Regne Unit, que homenatja figures de la cultura britànica. Després d'una carrera de sis dècades, Gibb va actuar per última vegada a l'escenari el febrer de 2012 donant suport als militars britànics ferits en un concert benèfic al London Palladium. Després de nombrosos problemes de salut en els seus últims anys, incloent una batalla contra el càncer colorectal, Gibb va morir el maig de 2012 als 62 anys d'insuficiència hepàtica i renal.
Com a músic, Gibb va tocar principalment una varietat de teclats, en particular piano, orgue i Mellotron a l'àlbum de Bee Gees Odessa (1969); també va tocar la guitarra acústica i l'orgue al seu àlbum debut en solitari Robin's Reign (1970).

## Discografia
Els seus majors èxits els ha obtingut amb els Bee Gees, tot i que també enregistrà com a cantant en solitari:
- Robin's Reign (1970), amb l'èxit Saved by the Bell.
- Sing Slowly Sisters (1970)
- How Old Are You (1983), amb l'èxit Juliet.
- Secret Agent (1984), amb l'èxit Boys Do Fall in Love.
- Walls Have Eyes (1985).
- Magnet (2003).
- Live (2005), un àlbum en directe.
- My Favourite Christmas Carols (2006).
- Mother of Love (2006) fou la primera cançó que va escriure i publicar des de la mort del seu germà Maurice Gibb l'any 2003. El maig de 2008 va presentar la cançó Alan Freeman Days i el desembre, també de 2008, Wing And A Prayer; totes dues cançons escrites per Robin en solitari.
- Titanic Requiem (2012)
- 50 St. Catherine's Drive (2014)
- Saved by the Bell: The Collected Works of Robin Gibb 1968–1970 (2015)